# Susana Rossberg
Susana Rossberg (anhörenⓘ; * 22. September 1945 in Sao Paulo, Brasilien) ist eine brasilianische Filmeditorin.
Susana Rossberg flüchtete vor dem Militärregime ihres Heimatlandes und kam 1967 nach Europa, wo sie bis 1970 Filmschnitt an der Hochschule INSAS in Brüssel studierte. Ab dieser Zeit wurde sie als Editorin tätig. Zusätzlich war sie auch als Regieassistentin, Script Supervisorin und Regisseurin aktiv. Sie wirkte bei über 50 Produktionen mit.

## Filmografie (Auswahl)
- 1972: Les tueurs fous
- 1976: Rue haute
- 1977: Ardenner Schinken (Jambon d‘Ardenne)
- 1982: Die Kraft der Liebe (Le Lit)
- 1983: Der Flachsacker (De Flaschaard)
- 1984: Dust
- 1987: Barbarische Hochzeit (Les Noces barbares)
- 1987: Mascara
- 1989: Das Geheimnis des Dirigenten (Il maestro)
- 1990: Boom Boom
- 1991: Toto der Held (Toto le héros)
- 1991: Verschwörung der Kinder (Sur la terre comme au ciel)
- 1992: Mein Name ist Victor (Je m‘appelle Victor)
- 1995: Der Teufel und die tiefe blaue See (Between the Devil and the Deep Blue Sea)
- 1996: Am achten Tag (Le huitième jour)
- 1997: Exit
- 2000: Le dernier plan
- 2003: Die Sprinterin (Des épaules solides)
- 2004: Immer nur ihn (La dérive des continents)
- 2004: Das schlafende Kind (L‘enfant endormi)
- 2008: Home
- 2008:  Brésiliens comme moi (Brasilianer, so wie ich)
- 2011: Das Haus auf Korsika (Au cul du loup)